# 仙台市内テレビ中継局
仙台市内テレビ中継局（せんだいしないテレビちゅうけいきょく）では、宮城県仙台市内にある秋保テレビ中継局（あきゅうテレビちゅうけいきょく）、及び、かつてテレビ中継局として運用されていた泉七北田テレビ中継局（いずみななきたテレビちゅうけいきょく）、宮城吉成テレビ中継局（みやぎよしなりテレビちゅうけいきょく）について説明する。
地上アナログテレビ放送が行われていた当時は、秋保・泉七北田・宮城吉成にテレビ中継局が設置されていたが、泉七北田と宮城吉成には地上デジタルテレビ放送の置局はされず、2012年3月31日の地上アナログテレビ放送終了をもって廃止された。秋保中継局については、2008年11月に地上デジタルテレビ放送の中継局が開設され、地上アナログテレビ放送終了後も運用されている。

## 中継局概要

### 地上デジタルテレビ放送
| リモコンキーID | 放送局名                 | 物理チャンネル | 空中線電力 | ERP   | 放送対象地域 | 放送区域内世帯数 | 開局日        |
| 秋保中継局     |                          |                |            |       |              |                  |               |
| 1              | TBC 東北放送             | 44             | 300mW      | 1.6W  | 宮城県       | 約1900世帯       | 2008年12月1日 |
| 2              | NHK 仙台教育テレビジョン | 40             | 300mW      | 1.85W | 全国放送     | 約1900世帯       | 2008年12月1日 |
| 3              | NHK 仙台総合テレビジョン | 42             | 300mW      | 1.85W | 宮城県       | 約1900世帯       | 2008年12月1日 |
| 4              | MMT 宮城テレビ放送       | 48             | 300mW      | 1.6W  | 宮城県       | 約1900世帯       | 2008年12月1日 |
| 5              | KHB 東日本放送           | 50             | 300mW      | 1.6W  | 宮城県       | 約1900世帯       | 2008年12月1日 |
| 8              | OX 仙台放送              | 46             | 300mW      | 1.6W  | 宮城県       | 約1900世帯       | 2008年12月1日 |

- 秋保デジタル中継局の放送エリアは、仙台市太白区と柴田郡川崎町の各一部地域。
- 2008年7月24日に予備免許交付、9月30日から11月30日まで試験放送実施、11月27日に本免許交付。

### 地上アナログテレビ放送
- 2012年3月31日運用終了・廃止。当初、全国一斉の2011年7月24日をもって廃止される予定だったが、同年3月11日に発生した東北地方太平洋沖地震（東日本大震災）の影響により、アナログ波停波が延期された。

| 放送局名                 | チャンネル | チャンネル | チャンネル | 空中線電力          | 空中線電力        | 空中線電力        | ERP        | 放送対象地域 | 放送区域内世帯数 | 放送区域内世帯数 | 放送区域内世帯数 |
| 放送局名                 | 宮城吉成   | 秋保       | 泉七北田   | 宮城吉成            | 秋保              | 泉七北田          | ERP        | 放送対象地域 | 宮城吉成         | 秋保             | 泉七北田         |
| NHK 仙台教育テレビジョン | 48         | 47         | 50         | 映像100mW /音声25mW | 映像3W /音声750mW | 映像3W /音声750mW | 下記を参照 | 全国放送     | 不明             | 不明             | 不明             |
| NHK 仙台総合テレビジョン | 46         | 45         | 52         | 映像100mW /音声25mW | 映像3W /音声750mW | 映像3W /音声750mW | 下記を参照 | 宮城県       | 不明             | 不明             | 不明             |
| TBC 東北放送             | 44         | 43         | 54         | 映像100mW /音声25mW | 映像3W /音声750mW | 映像3W /音声750mW | 下記を参照 | 宮城県       | 不明             | 不明             | 不明             |
| OX 仙台放送              | 42         | 41         | 56         | 映像100mW /音声25mW | 映像3W /音声750mW | 映像3W /音声750mW | 下記を参照 | 宮城県       | 不明             | 不明             | 不明             |
| MMT 宮城テレビ放送       | 40         | 39         | 58         | 映像100mW /音声25mW | 映像3W /音声750mW | 映像3W /音声750mW | 下記を参照 | 宮城県       | 不明             | 不明             | 不明             |
| KHB 東日本放送           | 38         | 37         | 60         | 映像100mW /音声25mW | 映像3W /音声750mW | 映像3W /音声750mW | 下記を参照 | 宮城県       | 不明             | 不明             | 不明             |

| 放送局名           | ERP                  | ERP               | ERP               |
| 放送局名           | 宮城吉成             | 秋保              | 泉七北田          |
| NHK 仙台教育       | 映像480mW /音声120mW | 映像21W /音声5.2W | 映像38W /音声9.4W |
| NHK 仙台総合       | 映像480mW /音声120mW | 映像21W /音声5.2W | 映像38W /音声9.4W |
| TBC 東北放送       | 映像480mW /音声120mW | 映像19W /音声4.7W | 映像38W /音声9.4W |
| OX 仙台放送        | 映像480mW /音声120mW | 映像19W /音声4.7W | 映像38W /音声9.4W |
| MMT 宮城テレビ放送 | 映像480mW /音声120mW | 映像19W /音声4.7W | 映像38W /音声9.4W |
| KHB 東日本放送     | 映像480mW /音声120mW | 映像19W /音声4.7W | 映像38W /音声9.4W |

## 偏波面
- 宮城吉成中継局…垂直偏波
- 秋保･泉七北田の両中継局…水平偏波

## 中継局置局住所
- 宮城吉成中継局…仙台市青葉区国見ヶ丘2丁目25番地の仙台市立吉成小学校北隣
- 秋保中継局…仙台市太白区秋保町長袋の大倉山
- 泉七北田中継局…仙台市泉区七北田字白水沢130番地の浄満寺西